# Лі Вуд
Лі Вуд (англ. Leigh Wood, 1 серпня 1988, Гедлінг, Ноттінгемшир) — англійський професійний боксер, чемпіон світу за версією WBA (2021—2023, 2023) в напівлегкій вазі.

## Професіональна кар'єра
Дебютував на профірингу 2011 року. Здобув одинадцять перемог поспіль. 22 лютого 2014 року вийшов на бій за титул чемпіона Великої Британії за версією BBBofC в напівлегкій вазі проти Гевіна Макдонела і програв технічним нокаутом в шостому раунді.
Після дев'яти перемог поспіль 2 березня 2019 року завоював вакантний титул чемпіона Співдружності. 4 жовтня 2019 року у чвертьфіналі боксерського турніру завоював титул чемпіона Європи за версією WBO, а 21 лютого 2020 року у півфіналі турніру зазнав поразки від Джеймса Дікенса і втратив титул.
13 лютого 2021 року завоював вакантний титул чемпіона Великої Британії за версією BBBofC.
31 липня 2021 року здобув перемогу технічним нокаутом в дванадцятому раунді над китайцем Сюй Цань і відібрав у нього звання чемпіона WBA World у напівлегкій вазі.
12 березня 2022 року зустрівся в бою з Майклом Конленом (Ірландія). Побувавши у нокдауні в першому раунді, Вуд завдав супернику поразки технічним нокаутом в дванадцятому раунді. Нокаут у цьому поєдинку був визнаний нокаутом 2022 року за версією журналу «Ринг», а сам поєдинок отримав звання бою року.
Влітку 2022 року Світова боксерська асоціація вимагала від свого чемпіона WBA (super) у напівлегкій вазі Лео Санта-Круса (Мексика) провести поєдинок проти Лі Вуда для визначення єдиного чемпіона, але 12 грудня Санта-Крус відмовився від свого титулу, і Вуд залишився єдиним чемпіоном WBA у дивізіоні.
18 лютого 2023 року Вуд вийшов на бій проти Маурісіо Лара (Мексика). Напружений поєдинок завершився у сьомому раунді після того, як мексиканець надіслав британця у важкий нокдаун. Вуд зумів підвестися, але з його куточка вилетів білий рушник, сигналізуючи про припинення бою. Лара заволодів титулом чемпіона.
27 травня 2023 року відбувся бій-реванш між Ларою та Вудом. Мексиканець втратив титул ще на зважуванні, не вклавшись у ліміт ваги. В бою, що тривав увесь відведений час, Вуд був зібраним, працюючи переважно джебом, а Лара був малоініціативним і зазнав поразки одностайним рішенням. Вуд повернув собі титул, від якого через кілька днів відмовився у зв'язку з переходом до вищої категорії.
Після тривалої перерви у виступах 10 травня 2025 року зустрівся в бою за титул чемпіона IBO в другій напівлегкій вазі з ірландцем Ентоні Какаче і програв технічним нокаутом. В дев'ятому раунді після аперкоту Какаче Вуд опинився в нокдауні, а після продовження поєдинку після тривалої атаки чемпіона з кута Вуда викинули рушник.